# Willingen Five 2020

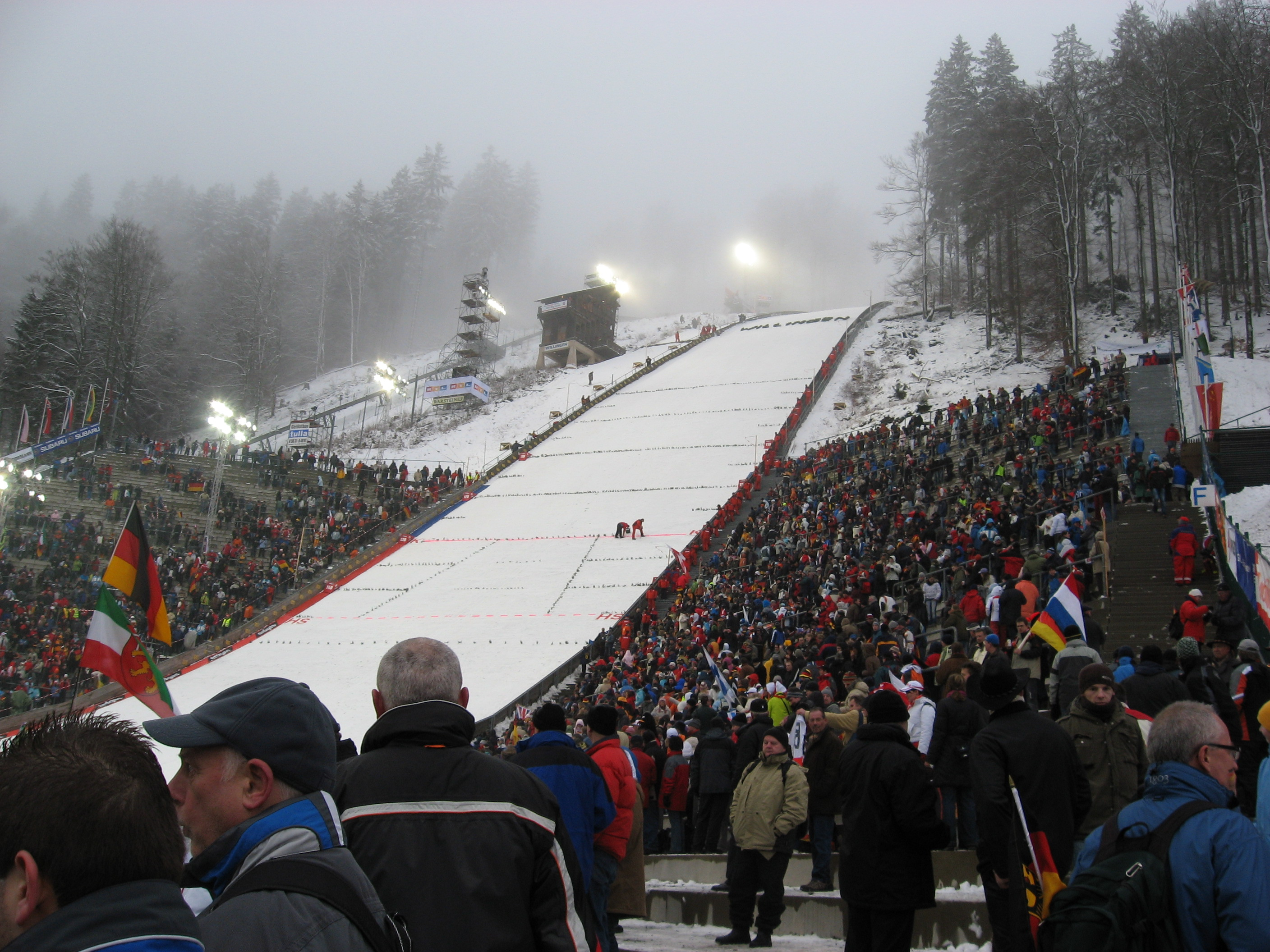
Mühlenkopfschanze

Das Willingen Five 2020 war ein Skisprungwettbewerb, Teil des Skisprung-Weltcups 2019/20. Es fand am 8. Februar 2020 zum dritten Mal auf der Mühlenkopfschanze im hessischen Willingen statt. Zum Weltcup-Wochenende wurde im Namen des Internationalen Skiverbandes, des Deutschen Skiverbandes sowie des Organisationskomitees von Willingen eingeladen. Ursprünglich war das Willingen Five auf drei Tage aufgeteilt und sollte neben einem Qualifikfationsdurchgang, der die Startberechtigung für beide folgenden Wettbewerbe geben sollte, zwei Einzelspringen beinhalten. Aufgrund starken Windes musste das Ausscheidungsspringen bereits vom Freitag auf den Samstag verschoben werden, ehe der für den Sonntag geplante zweite Wettbewerb wegen des Orkantiefs Sabine bereits am Samstag vorzeitig abgesagt werden musste.
In die Endwertung des Willingen Five flossen daher neben dem Qualifikationsdurchgang lediglich die beiden Durchgänge des Wettkampfes vom 8. Februar ein. Der Gewinner des Willingen Five erhielt dennoch wie im Vorjahr ein zusätzliches Preisgeld von 25.000 Euro. Gesamtsieger wurde Stephan Leyhe, der für den ortsansässigen SC Willingen startete. Nachdem Leyhe bereits die Qualifikation mit einem großen Vorsprung für sich entscheiden konnte, gewann er vor heimischer Kulisse sein erstes Weltcup-Springen.

## Übersicht
| Datum         | Ort           | Schanze                 | Anmerkung     | Sieger                                    | Zweiter                                   | Dritter                                   | Führender     |
| ------------- | ------------- | ----------------------- | ------------- | ----------------------------------------- | ----------------------------------------- | ----------------------------------------- | ------------- |
| 08.02.2020    | Willingen     | Mühlenkopfschanze HS145 | Qualifikation | Stephan Leyhe                             | Stefan Kraft                              | Timi Zajc                                 | Stephan Leyhe |
| 08.02.2020    | Willingen     | Mühlenkopfschanze HS145 | Einzel        | Stephan Leyhe                             | Marius Lindvik                            | Kamil Stoch                               | Stephan Leyhe |
| 09.02.2020    | Willingen     | Mühlenkopfschanze HS145 | Einzel        | Wettkampf wegen des Orkan Sabine abgesagt | Wettkampf wegen des Orkan Sabine abgesagt | Wettkampf wegen des Orkan Sabine abgesagt | Stephan Leyhe |
| Gesamtwertung | Gesamtwertung | Gesamtwertung           | Gesamtwertung | Stephan Leyhe                             | Stefan Kraft                              | Marius Lindvik                            | –             |
| ←2019         |               |                         |               |                                           |                                           |                                           | 2021→         |

## Vorfeld

### Programm und Zeitplan
Aufgrund schlechter Wetterprognosen wurde am Donnerstag, dem 6. Februar 2020 kurzfristig das Programm für den Qualifikationstag geändert. Die ersten Springer sollten ursprünglich erst zweieinhalb Stunden später vom Balken gelassen werden. Doch auch der neue Zeitplan konnte nicht eingehalten werden, sodass nach mehreren Versuchen das Ausscheidungsspringen am Freitag abgesagt und auf den Samstag verschoben werden musste. Daneben wurden bereits weitere Änderungen für das zweite Einzelspringen am Sonntag angekündigt, sodass aufgrund für den Nachmittag vorhergesagter Orkanböen mit Windgeschwindigkeiten bis zu 160 km/h das Springen von 16 Uhr auf 10:15 Uhr vorgezogen wurde.
In der folgenden Darstellung wird daher nicht der ursprüngliche, sondern der am 7. Februar veränderte Zeitplan des Willingen Five abgebildet:
| Datum           | Uhrzeit      | Ereignis                                   |
| --------------- | ------------ | ------------------------------------------ |
| Fr., 7. Februar | 11:00        | Mannschaftsführersitzung                   |
| Fr., 7. Februar | 13:00        | Offizielles Training (abgebrochen)         |
| Fr., 7. Februar | abends       | Eröffnungsfeier mit Musikact und Feuerwerk |
| Sa., 8. Februar | 14:00        | Probedurchgang                             |
| Sa., 8. Februar | 15:00        | Qualifikation                              |
| Sa., 8. Februar | 16:00        | Erster Wertungsdurchgang                   |
| Sa., 8. Februar | anschließend | Finaldurchgang                             |
| Sa., 8. Februar | anschließend | Siegerehrung                               |
| So., 9. Februar | 09:15        | Probedurchgang                             |
| So., 9. Februar | 10:15        | Erster Wertungsdurchgang                   |
| So., 9. Februar | anschließend | Finaldurchgang                             |
| So., 9. Februar | anschließend | Siegerehrung                               |

### Gesamtweltcupstand vor dem Willingen Five
| Rang | Name               | Punkte |
| ---- | ------------------ | ------ |
| 01.  | Stefan Kraft       | 1063   |
| 02.  | Karl Geiger        | 1000   |
| 03.  | Dawid Kubacki      | 0924   |
| 04.  | Ryōyū Kobayashi    | 0907   |
| 05.  | Kamil Stoch        | 0613   |
| 06.  | Marius Lindvik     | 0607   |
| 07.  | Daniel-André Tande | 0516   |
| 08.  | Stephan Leyhe      | 0510   |
| 09.  | Peter Prevc        | 0507   |
| 10.  | Yukiya Satō        | 0463   |

### Teilnehmende Nationen und nominierte Athleten
Die Anzahl der Athleten, die die Nationen an den Start schicken dürfen, ist abhängig von den zuvor erzielten Saisonergebnissen im Weltcup und Continental Cup. Das Willingen Five gehört zur 6. Periode, für die Österreich, Polen und Slowenien mit sieben Athleten das größte Startlimit hatten. Es wurden zunächst 55 Athleten aus 13 Nationen für das Wochenende nominiert, wobei sich noch Änderungen ergaben. So musste beispielsweise der Norweger Daniel-André Tande krankheitsbedingt kurzfristig absagen. Letztlich nahmen 53 Athleten am Weltcup-Wochenende teil. Obwohl Frankreich, Italien, die USA sowie andere Nationen bis zu zwei Athleten hätten nominieren dürfen, reiste kein Sportler dieser Länder nach Willingen.
Folgende Skispringer wurden nominiert:
| Nation      | Plätze | Anzahl | Athleten |
| ----------- | ------ | ------ | --- |
| Deutschland | 6      | 6      | Markus Eisenbichler, Karl Geiger, Stephan Leyhe, Pius Paschke, Richard Freitag, Constantin Schmid                     |
| Österreich  | 7      | 7      | Philipp Aschenwald, Michael Hayböck, Daniel Huber, Stefan Huber, Stefan Kraft, Gregor Schlierenzauer, Marco Wörgötter |
| Bulgarien   | 2      | 1      | Wladimir Sografski |
| Estland     | 2      | 2      | Artti Aigro, Kevin Maltsev                                                                                            |
| Finnland    | 3      | 3      | Antti Aalto, Jarkko Määttä, Arttu Pohjola                                                                             |
| Japan       | 6      | 6      | Junshirō Kobayashi, Ryōyū Kobayashi, Naoki Nakamura, Keiichi Satō, Yukiya Satō, Taku Takeuchi                         |
| Kanada      | 2      | 1      | MacKenzie Boyd-Clowes                                                                                                 |
| Norwegen    | 6      | 5      | Anders Håre, Johann André Forfang, Robert Johansson, Marius Lindvik, Robin Pedersen                                   |
| Polen       | 7      | 7      | Dawid Kubacki, Klemens Murańka, Andrzej Stękała, Kamil Stoch, Jakub Wolny, Aleksander Zniszczoł, Piotr Żyła           |
| Russland    | 4      | 2      | Ilmir Chasetdinow, Denis Kornilow                                                                                     |
| Schweiz     | 4      | 3      | Simon Ammann, Gregor Deschwanden, Killian Peier                                                                       |
| Slowenien   | 7      | 7      | Žiga Jelar, Anže Lanišek, Domen Prevc, Peter Prevc, Anže Semenič, Jurij Tepeš, Timi Zajc                              |
| Tschechien  | 4      | 3      | Roman Koudelka, Viktor Polášek, Vojtěch Štursa                                                                        |

## Ergebnisse

### Qualifikation
Die Qualifikation fand am 8. Februar 2020 statt.
| Rang | Name                  | Weite [m] | Punkte |
| ---- | --------------------- | --------- | ------ |
| 01.  | Stephan Leyhe         | 145,5     | 131,6  |
| 02.  | Stefan Kraft          | 138,0     | 122,3  |
| 03.  | Timi Zajc             | 138,5     | 119,4  |
| 04.  | Ryōyū Kobayashi       | 137,5     | 117,1  |
| 05.  | Karl Geiger           | 135,0     | 115,4  |
| 06.  | Peter Prevc           | 135,0     | 112,7  |
| 07.  | Gregor Schlierenzauer | 132,0     | 111,6  |
| 08.  | Domen Prevc           | 135,0     | 111,4  |
| 09.  | Daniel Huber          | 133,0     | 111,1  |
| 10.  | Kamil Stoch           | 130,0     | 109,3  |
| 11.  | Marius Lindvik        | 129,0     | 108,4  |
| 12.  | Yukiya Satō           | 128,0     | 106,6  |
| 13.  | Philipp Aschenwald    | 125,0     | 104,5  |
|      | Roman Koudelka        | 129,5     | 104,5  |
| 15.  | Robert Johansson      | 130,0     | 103,4  |
| 16.  | Markus Eisenbichler   | 128,5     | 102,2  |
| 17.  | Dawid Kubacki         | 125,5     | 100,8  |
| 18.  | Constantin Schmid     | 126,0     | 100,6  |

| Rang | Name                  | Weite [m] | Punkte |
| ---- | --------------------- | --------- | ------ |
| 19.  | Jakub Wolny           | 127,0     | 099,3  |
| 20.  | MacKenzie Boyd-Clowes | 131,5     | 098,3  |
| 21.  | Johann André Forfang  | 124,5     | 097,6  |
|      | Anže Semenič          | 125,0     | 097,6  |
| 23.  | Piotr Żyła            | 124,0     | 097,5  |
| 24.  | Anže Lanišek          | 125,0     | 097,2  |
| 25.  | Žiga Jelar            | 126,0     | 097,0  |
| 26.  | Wladimir Sografski    | 126,0     | 096,9  |
| 27.  | Junshirō Kobayashi    | 124,5     | 096,8  |
| 28.  | Keiichi Satō          | 125,0     | 096,3  |
| 29.  | Richard Freitag       | 125,5     | 095,5  |
| 30.  | Pius Paschke          | 123,5     | 094,9  |
| 31.  | Antti Aalto           | 122,0     | 091,0  |
| 32.  | Michael Hayböck       | 122,5     | 090,0  |
| 33.  | Simon Ammann          | 123,0     | 089,0  |
| 34.  | Jarkko Määttä         | 123,0     | 088,3  |
| 35.  | Klemens Murańka       | 123,5     | 087,6  |
| 36.  | Anders Håre           | 123,0     | 086,8  |

| Rang | Name                 | Weite [m] | Punkte |
| ---- | -------------------- | --------- | ------ |
| 37.  | Vojtěch Štursa       | 119,0     | 085,1  |
| 38.  | Viktor Polášek       | 120,5     | 083,7  |
| 39.  | Jurij Tepeš          | 118,0     | 081,5  |
| 40.  | Killian Peier        | 117,5     | 080,8  |
| 41.  | Robin Pedersen       | 119,0     | 080,7  |
| 42.  | Naoki Nakamura       | 117,5     | 078,6  |
| 43.  | Stefan Huber         | 113,0     | 078,4  |
| 44.  | Aleksander Zniszczoł | 116,0     | 078,0  |
| 45.  | Marco Wörgötter      | 115,0     | 074,8  |
| 46.  | Denis Kornilow       | 112,5     | 073,0  |
| 47.  | Taku Takeuchi        | 111,5     | 070,0  |
| 48.  | Andrzej Stękała      | 106,0     | 056,3  |
| 49.  | Gregor Deschwanden   | 104,0     | 054,6  |
| 50.  | Ilmir Chasetdinow    | 099,0     | 044,4  |
|      |                      |           |        |
| 51.  | Arttu Pohjola        | 100,0     | 043,6  |
| 52.  | Kevin Maltsev        | 093,0     | 034,3  |
| DSQ  | Artti Aigro          | –         | –      |

### Wettbewerb vom 8. Februar
Das erste Einzelspringen fand am Samstag, dem 8. Februar statt. Der Finaldurchgang wurde von etwa 3,21 Millionen Zuschauern im Ersten verfolgt, was ein Marktanteil von 19,3 % bedeutete. Vor Ort wohnten rund 23.500 Zuschauer dem Springen bei.
| Rang | Name                  | Weite 1 [m] | Weite 2 [m] | Punkte |
| ---- | --------------------- | ----------- | ----------- | ------ |
| 01.  | Stephan Leyhe         | 139,5       | 144,5       | 266,4  |
| 02.  | Marius Lindvik        | 140,0       | 143,0       | 262,4  |
| 03.  | Kamil Stoch           | 139,5       | 137,5       | 254,6  |
| 04.  | Stefan Kraft          | 135,5       | 141,0       | 253,5  |
| 05.  | Karl Geiger           | 138,5       | 138,0       | 252,0  |
| 06.  | Johann André Forfang  | 138,0       | 137,0       | 246,0  |
| 07.  | Gregor Schlierenzauer | 135,0       | 134,5       | 241,7  |
| 08.  | Peter Prevc           | 134,5       | 134,5       | 241,6  |
| 09.  | Ryōyū Kobayashi       | 134,0       | 135,0       | 240,8  |
| 10.  | Anže Semenič          | 136,0       | 137,0       | 240,3  |
| 11.  | Yukiya Satō           | 131,0       | 139,5       | 238,2  |
| 12.  | Junshirō Kobayashi    | 132,0       | 139,0       | 234,0  |
| 13.  | Timi Zajc             | 135,0       | 129,5       | 232,9  |
| 14.  | Domen Prevc           | 132,5       | 136,0       | 232,4  |
| 15.  | Dawid Kubacki         | 135,0       | 129,5       | 232,1  |
| 16.  | Wladimir Sografski    | 131,5       | 137,0       | 231,1  |
| 17.  | Žiga Jelar            | 135,0       | 132,0       | 230,9  |
| 18.  | Michael Hayböck       | 133,0       | 132,0       | 230,5  |
| 19.  | Anže Lanišek          | 135,0       | 129,5       | 228,6  |
| 20.  | Philipp Aschenwald    | 131,0       | 136,5       | 227,0  |
| 21.  | Constantin Schmid     | 133,0       | 130,0       | 225,9  |
| 22.  | Robin Pedersen        | 128,0       | 134,5       | 225,5  |
| 23.  | Jakub Wolny           | 135,5       | 126,5       | 224,1  |
| 24.  | Pius Paschke          | 133,0       | 128,0       | 223,3  |
| 25.  | Robert Johansson      | 127,5       | 135,0       | 222,2  |

| Rang | Name                  | Weite 1 [m] | Weite 2 [m] | Punkte |
| ---- | --------------------- | ----------- | ----------- | ------ |
| 26.  | Markus Eisenbichler   | 128,0       | 136,0       | 221,6  |
| 27.  | Antti Aalto           | 132,5       | 130,5       | 220,2  |
| 28.  | Roman Koudelka        | 126,5       | 133,0       | 217,5  |
| 29.  | Anders Håre           | 126,0       | 125,5       | 199,9  |
| 30.  | Simon Ammann          | 125,5       | 124,5       | 196,1  |
| 31.  | Richard Freitag       | 126,0       | –           | 099,5  |
| 32.  | Viktor Polášek        | 126,5       | –           | 099,0  |
| 33.  | Keiichi Satō          | 123,0       | –           | 096,8  |
| 34.  | Stefan Huber          | 124,0       | –           | 096,5  |
| 35.  | Piotr Żyła            | 124,0       | –           | 095,9  |
| 36.  | Marco Wörgötter       | 124,0       | –           | 094,5  |
| 37.  | Aleksander Zniszczoł  | 123,0       | –           | 093,6  |
| 38.  | Taku Takeuchi         | 123,5       | –           | 090,4  |
| 39.  | Jurij Tepeš           | 119,0       | –           | 087,6  |
| 40.  | MacKenzie Boyd-Clowes | 122,0       | –           | 086,6  |
| 41.  | Klemens Murańka       | 121,0       | –           | 086,0  |
| 42.  | Ilmir Chasetdinow     | 119,0       | –           | 082,8  |
| 43.  | Vojtěch Štursa        | 116,0       | –           | 081,5  |
| 44.  | Naoki Nakamura        | 117,0       | –           | 081,1  |
| 45.  | Killian Peier         | 114,0       | –           | 073,6  |
| 46.  | Andrzej Stękała       | 112,0       | –           | 072,8  |
| 47.  | Gregor Deschwanden    | 113,0       | –           | 072,5  |
| 48.  | Jarkko Määttä         | 115,0       | –           | 071,4  |
| 49.  | Denis Kornilow        | 110,0       | –           | 065,0  |
| 50.  | Daniel Huber          | DSQ         | DSQ         | DSQ    |

### Wettbewerb vom 9. Februar
Das zweite Einzelspringen sollte am Sonntag, dem 9. Februar stattfinden. Wegen des Orkantiefs Sabine wurde das Springen vorzeitig abgesagt.

## Gesamtwertungen

### Willingen-Five-Gesamtwertung
Die Gesamtwertung setzt sich aus der Qualifikation sowie dem Einzelspringen zusammen. Die in den drei Durchgängen erzielten Punkte wurden addiert.
| Rang | Name                  | Punkte |
| ---- | --------------------- | ------ |
| 01.  | Stephan Leyhe         | 398,0  |
| 02.  | Stefan Kraft          | 375,8  |
| 03.  | Marius Lindvik        | 370,8  |
| 04.  | Karl Geiger           | 367,4  |
| 05.  | Kamil Stoch           | 363,9  |
| 06.  | Ryōyū Kobayashi       | 357,9  |
| 07.  | Peter Prevc           | 354,3  |
| 08.  | Gregor Schlierenzauer | 353,3  |
| 09.  | Timi Zajc             | 352,3  |
| 10.  | Yukiya Satō           | 344,8  |
| 11.  | Domen Prevc           | 343,8  |
| 12.  | Johann André Forfang  | 343,6  |
| 13.  | Anže Semenič          | 337,9  |
| 14.  | Dawid Kubacki         | 332,9  |
| 15.  | Philipp Aschenwald    | 331,5  |
| 16.  | Junshirō Kobayashi    | 330,8  |
| 17.  | Wladimir Sografski    | 328,0  |
| 18.  | Žiga Jelar            | 327,9  |

| Rang | Name                  | Punkte |
| ---- | --------------------- | ------ |
| 19.  | Constantin Schmid     | 326,5  |
| 20.  | Anže Lanišek          | 325,8  |
| 21.  | Robert Johansson      | 325,6  |
| 22.  | Markus Eisenbichler   | 323,8  |
| 23.  | Jakub Wolny           | 323,4  |
| 24.  | Roman Koudelka        | 322,0  |
| 25.  | Michael Hayböck       | 320,5  |
| 26.  | Pius Paschke          | 318,2  |
| 27.  | Antti Aalto           | 311,2  |
| 28.  | Robin Pedersen        | 306,2  |
| 29.  | Anders Håre           | 286,7  |
| 30.  | Simon Ammann          | 285,1  |
| 31.  | Richard Freitag       | 195,0  |
| 32.  | Piotr Żyła            | 193,4  |
| 33.  | Keiichi Satō          | 193,1  |
| 34.  | MacKenzie Boyd-Clowes | 184,9  |
| 35.  | Viktor Polášek        | 182,7  |
| 36.  | Stefan Huber          | 174,9  |

| Rang | Name                 | Punkte |
| ---- | -------------------- | ------ |
| 37.  | Klemens Murańka      | 173,6  |
| 38.  | Aleksander Zniszczoł | 171,6  |
| 39.  | Marco Wörgötter      | 169,3  |
| 40.  | Jurij Tepeš          | 169,1  |
| 41.  | Vojtěch Štursa       | 166,6  |
| 42.  | Taku Takeuchi        | 160,4  |
| 43.  | Jarkko Määttä        | 159,7  |
|      | Naoki Nakamura       | 159,7  |
| 45.  | Killian Peier        | 154,4  |
| 46.  | Denis Kornilow       | 138,0  |
| 47.  | Andrzej Stękała      | 129,1  |
| 48.  | Ilmir Chasetdinow    | 127,2  |
| 49.  | Gregor Deschwanden   | 127,1  |
| 50.  | Daniel Huber         | 111,1  |
| 51.  | Arttu Pohjola        | 043,6  |
| 52.  | Kevin Maltsev        | 034,3  |

### Gesamtweltcupstand nach dem Willingen Five
| Rang | Name               | Punkte | Trend |
| ---- | ------------------ | ------ | ----- |
| 01   | Stefan Kraft       | 1113   |       |
| 02   | Karl Geiger        | 1045   |       |
| 03   | Dawid Kubacki      | 0940   |       |
| 04   | Ryōyū Kobayashi    | 0936   |       |
| 05   | Marius Lindvik     | 0687   |       |
| 06   | Kamil Stoch        | 0673   |       |
| 07   | Stephan Leyhe      | 0610   |       |
| 08   | Peter Prevc        | 0539   |       |
| 09   | Daniel-André Tande | 0516   |       |
| 10.  | Yukiya Satō        | 0487   |       |